# Агранович Михайло Леонідович
Михайло Леонідович Агранович (нар. 8 вересня 1946, Москва, РРФСР, СРСР) — радянський і російський кінооператор, кінорежисер, педагог. Заслужений діяч мистецтв РРФСР (1992). Лауреат Державної премії РРФСР ім. братів Васильєвих (1989).

## Біографія
Народитися 8 вересня 1946 року в Москві у родині сценариста і режисера Леоніда Аграновича.
Закінчив кінооператорський факультет ВДІКу у 1970 році (майстерня Олександра Гальперіна). З 1975 року — на кіностудії «Мосфільм». Зняв понад тридцять фільмів, працював з Михайлом Швейцером, Тенгізом Абуладзе, Глібом Панфіловим, у 1995 році — з польським режисером Єжи Кавалеровичем.
Неодноразово удостоювався професійних призів і нагород. «Покаяння» і "Мати отримали спеціальні призи журі МКФ вуКаннах.
У 2000 році вийшов фільм «Приходь на мене подивитися», знятий в якості режисера спільно з Олегом Янковським.
Викладає на кінооператорському факультеті у ВДІКу, де керує майстернею. З 2015 року — завідувач кафедри операторської майстерності. У 2011 році був головою журі фестивалю «Вікно в Європу» у Виборзі.

### Сім'я
Перша дружина - Емілія Григорівна Кулик (нар.. 1936), диктор Всесоюзного радіо;
- Син — Олексій (нар.. 1970), нині режисер[5].

Друга дружина — Лідія Федосєєва-Шукшина (нар.. 1938).
Третя дружина — Алла Агранович (нар.. 1963), режисерка і сценаристка документального кіно;
- Дочка — Марія (нар. 1989), нині режисерка[7].

## Фільмографія

### Оператор
- 1976 — Трин-трава
- 1977 — Рудін
- 1977 — Смішні люди!
- 1979 — Маленькі трагедії
- 1980 — Три роки
- 1982 — Шукайте жінку
- 1982 — Падіння Кондора
- 1983 — Термін давності
- 1984 — Покаяння
- 1984 — Виграш самотнього комерсанта
- 1985 — Змієлов
- 1986 — Воїтелька
- 1987 — Крейцерова соната
- 1990 — Мати
- 1990 — Чернов / Chernov
- 1990 — Іспанська акторка для російського міністра
- 1992 — Золото
- 1993 — Плащ Казанови
- 1994 — Джонатан - друг ведмедів
- 1995 — За що?
- 1996 — Шаман
- 1996 — Кар'єра Артуро Уї. Нова версія
- 1996 — Ревізор
- 1999 — Затворник
- 2000 — Романови. Вінценосна сім'я
- 2000 — Приходь на мене подивитися
- 2003 — Фото
- 2005 — Тіньовий партнер
- 2006 — У колі першому
- 2008 — Без вини винуваті
- 2009 — Какраки
- 2010 — Про любоff
- 2014 — Зими не буде
- 2014 — Дідусь твоєї мрії
- 2017 — Короп відморожений
- 2019 — Сестричка
- 2021 — Іван Денисович (у співавт.; реж. Г. Панфілов)
- 2023 — Катя-Катя

### Режисер
- 2000 — Приходь на мене подивитися

## Призи та нагороди
- 1988 — премія «Ніка» в номінації Найкраща операторська робота за фільм «Покаяння».
- 1989 — Державна премія РРФСР імені братів Васильєвих за фільм «Крейцерова соната».
- 1992 — Заслужений діяч мистецтв РРФСР (8 січня 1992) — за заслуги в галузі кіномистецтва[8].
- 2001 — I МКФ «goEast» у Вісбадені — диплом журі за фільм «Приходь на мене подивитися».
- 2001 — VIII МКФ країн СНД і Балтії «Листопад» — Гран-прі «Золотий кленовий лист» і спеціальний приз «За збереження і розвиток традицій духовності в кіномистецтві» за фільм «Приходь на мене подивитися».
- 2001 — I Фестиваль-огляд російських фільмів «Любити по-російськи» — «Найкраща режисерська робота» а фільм «Приходь на мене подивитися».
- 2004 — МКФ «Любов — божевілля» (Софія, Болгарія) — Спецприз журі за фільм «Приходь на мене подивитися».
- 2006 — премія «ТЕФІ» в номінації Оператор телевізійного художнього фільму / серіалу за серіал «У колі першому»[9].
- 2018 — Фестиваль «Віват кіно Росії». «Найкраща операторська робота» за фільм «Короп відморожений».
- 2019 — Орден Дружби (6 грудня 2019) — за великий внесок у розвиток вітчизняної культури і мистецтва, багаторічну плідну діяльність[10]
- 2020 — Премія «Білий квадрат» за найкращу операторську роботу в повнометражному художньому фільмі за фільм «Сестричка»[11][12][13].

## Примітка
1. ↑  Операторы советского кино, 2011, с. 9—10.
2. ↑  Festival de Cannes, Awards 1987. Архів оригіналу за 13 вересня 2016. Процитовано 4 березня 2012.
3. ↑  Festival de Cannes, Awards 1990. Архів оригіналу за 11 жовтня 2014. Процитовано 4 березня 2012.
4. ↑  ХХ Фестиваль Окно в Европу. Архів оригіналу за 8 березня 2012. Процитовано 3 березня 2012. [Архівовано 2012-03-08 у Wayback Machine.]
5. ↑  «Алексей Агранович: Про меня». Проект «Сноб». Архів оригіналу за 27 травня 2021. Процитовано 27 травня 2021.
6. ↑  Михаил Агранович [Архівовано 27 травня 2021 у Wayback Machine.] // Собеседник. — 2010, 16 сентября.
7. ↑  Лауреаты XXII ОРКФ «Кинотавр». Архів оригіналу за 11 лютого 2012. Процитовано 3 березня 2012. [Архівовано 2012-02-11 у Wayback Machine.]
8. ↑  Указ Президента Российской Федерации от 8 января 1992 года № 249-н «О присвоении почетного звания „Заслуженный деятель искусств РСФСР“ работникам кино». Архів оригіналу за 18 червня 2018. Процитовано 27 травня 2021.
9. ↑  Победители конкурса «ТЭФИ-2006» — «Профессии». Архів оригіналу за 19 березня 2012. Процитовано 27 травня 2021. [Архівовано 2012-03-19 у Wayback Machine.]
10. ↑  Указ Президента Российской Федерации от 6 декабря 2019 года № 587 «О награждении государственными наградами Российской Федерации». Архів оригіналу за 27 травня 2021. Процитовано 27 травня 2021.
11. ↑  Кинооператор Михаил Агранович получил награду "Белый квадрат" за фильм "Сестренка". ТАСС. Архів оригіналу за 27 травня 2021. Процитовано 21 грудня 2020.
12. ↑  Премия киноизобразительного искусства «Белый Квадрат». bkvadrat.ru. Архів оригіналу за 27 травня 2021. Процитовано 21 грудня 2020.
13. ↑  Премия "Белый квадрат"-2019: Награда за "Сестренку". РУСКИНО - Российское кино, актеры, фильмы, сериалы, новости, статьи, рецензии, интервью, премьеры, фестивали (рос.). Архів оригіналу за 27 травня 2021. Процитовано 21 грудня 2020.